# One Night (chanson)
Singles de Elvis Presley
Hard Headed Woman
(juin 1958) I Need Your Love Tonight
(mars 1959)
One Night ou One Night of Sin est une chanson de rock 'n' roll écrite par Dave Bartholomew, Pearl King et Anita Steiman pour le chanteur de blues Smiley Lewis. Elle est sortie en 45 tours sur le label Imperial Records en février 1956.
La version la plus célèbre de One Night est sa reprise par Elvis Presley, sortie chez RCA Victor en octobre 1958. Cette reprise se classe no 4 des ventes aux États-Unis. Sa face B, I Got Stung, atteint la huitième place au même moment.
One Night a également été reprise par Joe Cocker sur son album One Night of Sin en 1989.